# سنگ آذرخشی

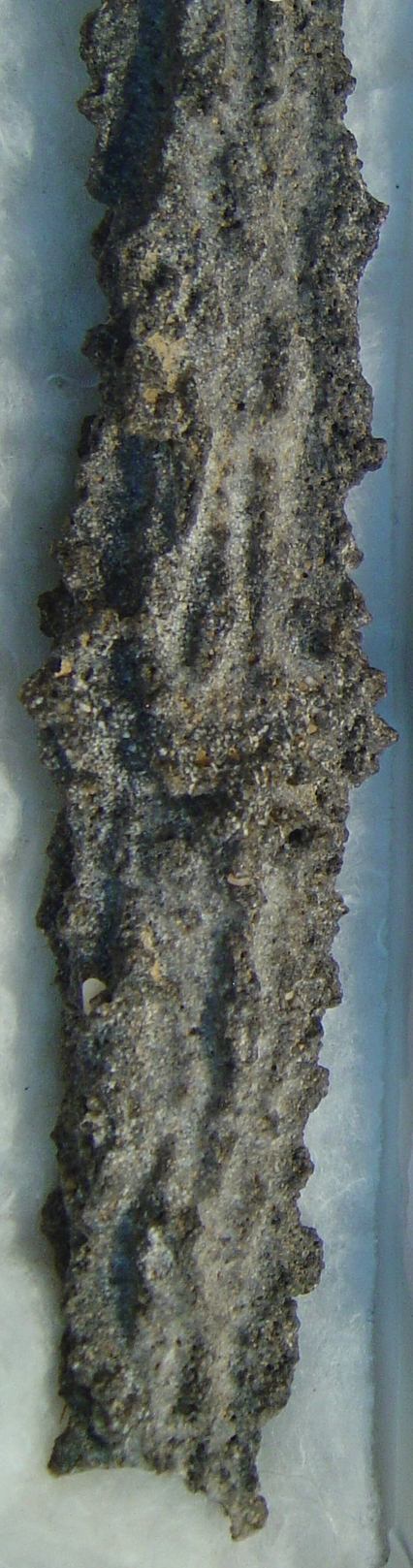
سنگ آذرخشی

سنگ آذرخشی شیشهٔ طبیعی لوله مانند است که از ماسهٔ کوارتزی، سیلیسیم دی‌اکسید یا خاک ساخته شده و در اثر برخورد آذرخش پدید آمده است. هنگامی که آذرخش با دمای دست کم ۱۸۰۰ درجهٔ سانتیگراد یک باره با زمین برخورد می‌کند، بر روی یک سطح رسانا، باعث ذوب شدن ناگهانی سیلیس و دانه‌های پیرامونش می‌شود. سنگ آذرخشی محصول سرد شدهٔ این فرایند است. این فرایند در بازهٔ زمانی یک ثانیه روی می‌دهد و یک پراکندگی در سطح پدیدمی‌آورد که در اصل همان رد پای آذرخش است. گاهی به این ماده آذرخش سنگ شده می‌گویند.
سنگ آذرخشی می‌تواند در اثر شکسته شدن یک شبکهٔ با ولتاژ بالا و افتادن خط‌ها بر روی ماسهٔ زیرین هم پدید آید. به این سنگ پدید آمده لوشاتلیه ریت گفته می‌شود عامل‌های دیگر پدید آمدن این سنگ می‌تواند برخورد شهاب سنگ یا انفجار آتشفشانی باشد. از آنجایی که سنگ آذرخشی جامد بی ریخت است در دستهٔ مواد کانی گون (مانند کانی) جای می‌گیرد. سنگ آذرخشی گاهی در عمقی نزدیک به ۱۵ متر زیر ناحیهٔ برخورد آذرخش پدید می‌آید.
لوله‌های این سنگ‌ها قطری برابر با چند سانتی‌متر دارند و درازترین آن‌ها طولی برابر با ۴٫۹ متر داشته است که در شمال فلوریدا در آمریکا پیدا شده است. رنگ آن‌ها هم بسته به مواد سازنده‌شان گوناگون است و می‌تواند سیاه، برنزی، سبز یا حتی سفید شفاف باشد. لایهٔ درونی آن‌ها هموار است یا در نهایت کمی رگه‌ای است و حباب‌های ریزی دارد اما بیرون آن‌ها معمولاً با ماسهٔ خشن پوشیده شده و سوراخ سوراخ (متخلخل) است. شکل آن‌ها مانند ریشه است و معمولاً دارای شاخه و سوراخ‌های کوچک اند.

## کاربرد
سنگ آذرخشی دارای ارزش علمی است. برای نمونه این سنگ در صحرای بزرگ آفریقا به فراوانی یافت می‌شود که نشان می‌دهد در دوره‌ای در این منطقه آذرخش پدیدهٔ معمولی بوده است.